# Joke Kruijk-van Rest
Joke (J.M.H.M.) Kruijk-van Rest (Den Haag, 21 april 1935 – Terneuzen, 25 juni 2025) was een Nederlands politicus van de KVP en later het CDA.
Ze was werkzaam bij het Proefstation voor de Groenten en Fruitteelt onder Glas in Naaldwijk voor ze begin 60'er jaren hoofdredacteur werd van het landelijk vakblad 'De Tuinderij'. Ze is tevens hoofdredacteur geweest van het landelijk vakblad 'Volle Grond' en daarnaast was ze actief in de lokale politiek. Zo was ze vanaf 1974 gemeenteraadslid in Maassluis. In juni 1987 werd Van Rest benoemd tot burgemeester van Sas van Gent. Eind 1990 trouwde ze met P.A. Kruijk die toen secretaris was van de CDA-Statenfractie in Zuid-Holland. In juni 1998 werd Kruijk-van Rest op haar eigen verzoek ontslag verleend.
van Rest overleed op 90-jarige leeftijd.